# DEAD LINE (DEAD ENDのアルバム)
『DEAD LINE』（デッド・ライン）は、DEAD ENDのデビューアルバム。1986年6月30日発売。発売元はナイトギャラリーレコード。初回版にはブックレット付き。また、ピクチャーレーベル版には特典として「WORST SONG」のEPが付属している。
1988年にMAJOR RECORDSから、かつてソノシートでリリースされていた「REPLICA」と「WORST SONG」の2曲をボーナストラックとして追加したCD版が発売された。
2009年11月11日にはDEAD ENDの活動再開に合わせてSMDから再発売され、初回版には1987年1月11日の大阪毎日ホールで行われたライブが収録されている特典DVDが付属されている。

## 解説
1985年にインディーズ・メタルとしては初めての1万枚以上の記録的なセールスをあげたREACTIONの『INSANE・発狂』の売り上げを超え、2万枚以上という当時のインディーズにおける記録的な数字を記録したアルバム。

## 収録曲
1. SPIDER IN THE BRAIN　（4:59）
後にリリースされる2作のベストアルバム『ALL IN ONE』『∞ (infinity)』の両方に収録された。
2. FRENZY　（4:22）
3. BACK IN THE SHADOWS　（4:41）
1984年のファーストライブの時には、この楽曲と「SACRIFICE OF THE VISION」が披露されている。
4. THE AWAKENING　（4:55）
5. SACRIFICE OF THE VISION　（5:04）
6. DEFINITIVE URGE　（5:10）
この作品の中では唯一、初代ギタリストであった香川孝博がメイン・ギターでの参加となった楽曲。[1]
7. PERFUME OF VIOLENCE　（4:32）
「SPIDER IN THE BRAIN」と同様、ベストアルバム2作共に収録された。
8. BEYOND THE REINCARNATION　（6:35）
9. REPLICA　（6:40）
『DEAD LINE』発売記念ライブで配布されたソノシートに収録。CD盤のボーナストラックとして収録された。また、スラッシュ・メタルバンドのGargoyleによってカバーされている。
10. WORST SONG　（5:09）
DEAD LINEのピクチャーレーベル版の特典EPに収録。CD盤のボーナストラックとして収録された。

- ピクチャーレーベル版特典のEP

1. WORST SONG
YOUがギターを担当したバージョン。CD盤にはこちらが収録されている。
2. WORST SONG
香川孝博がギターを担当したバージョン。このEP以外での音源化はされていない。

- 再発版の特典DVD

1. SPIDER IN THE BRAIN
2. THE AWAKENING
3. The Damned Thing
4. BACK IN THE SHADOWS
5. The Red Moon Calls Insanity
6. DEFENITIVE URGE
7. Guitar Solo
8. WORST SONG
9. FRENZY
10. BEYOND THE REINCARNATION
11. Dead Man's Rock
12. PERFUME OF VIOLENCE
13. SACRIFICE OF THE VISION

## 参加メンバー
- MORRIE (vo)
- YOU (gt)
- COOL JOE (ba)
- TANO (dr)
- TAKAHIRO(香川孝博)(gt)
レコーディング中に脱退、DEFINITIVE URGEでは唯一ギターソロを担当。

- MOTOI SENBA
ゲストで参加、キーボードを担当。